# Fischer József Lajos
Fischer József Lajos (1799 körül – Budapest, 1887. október 10.) magyar bölcseleti doktor, kereskedelmi iskolai tanár és földrajztudós.

## Élete
Az 1820-as években szépirást tanított, később a kereskedelmi iskola igazgató-tulajdonosa Pesten, a rigai természettudományi társaság és a bécsi királyi földrajzi társaság rendes tagja, a görlitzi tudós társaságnak és a giesseni természet- és gyógyászati tudományos társaság levelező tagja. Kossuth Lajos őt a Pesti Hírlapban magyar Pestalozzinak nevezte el.

## Munkái
- Oktatás a szépirás mesterségében mind az oskolák, mind pedig a magános tanulók számára. I. füzet. Pest, 1827.
- Első oktatás az irásra, mely szerint kiki a gyermekeket ezen művészségre a legkönnyebben érthető módon taníthatja. Pest, 1833.
- Magyar és franczia iráspéldák lépcsőnként haladó gyakorlatra a folyó és szépirásban. Rézbe metszve Szohlmanntól. Pest, 1833. (Jankovics Miklós megjegyzése: Ezen kedves karcsúsággal és páros deli gömbölyűséggel készített Iráspéldák annál méltóbban megnyerék a közmegelégedést, hogy F. a német és zsidó betűkön kivül legfőbb szemügyet fordíta a magyar és deák irás szépítésére és tökéletesítésére.)
- Földrajz, röviden előadva népiskolák, valamint mű-, közép- és kereskedelmi tanodák alsóbb osztályai számára, az austriai császárság legujabb felosztása szerint, tekintettel a magyar királyságra. Pest, 1851. (Magyar és német szöveggel és ugyanaz németűl. Pest, 1851.)
- Természetrajz alsóbb reál- és népiskolák számára. A szövegbe nyomott ábrákkal. Pest, 1853. (Magyar és német szöveggel. Ism. Pesti Napló 1059. sz.; ugyanaz németűl. Pest, 1853.)
- Természettan, tekintettel a vegytanra, az alsó reál- és népiskolai, valamint öntanulási használatra. Németűl és egyszersmind magyarítva Schirkhuber Móricz által. Pest, 1856. (Németűl. Pest, 1853.)
- Vollständiges Lehrbuch der Geographie, mit besonderer Berücksichtigung des Kaiserthums Oesterreich, für Gymnasien, Real-, Industrie- und Handelsschulen. Pest, 1853.
- Das Ungarische Tiefland. Pest, 1860.
- Lesebuch für die oberen Klassen der israelitischen Schulen. Pest, 1862. (Sammlung praktischer Lehrbücher 6.)
- Ungarische Zeitfragen. Pest, 1865.

Szerkesztette az Elternzeitung. Monatschrift für die Erziehung in und ausser dem Elternhause c. folyóiratot 1848-ban Pesten (Seltenreich Károlylyal együtt.)
Cikke: Mi a tanoda czélja (Nevelési emléklapok 1847. 3. 4. füz.)